# Ригер, Готфрид
Готфрид Ригер (нем. Gottfried Rieger, также Богумир Ригер, чеш. Bohumír Rieger; 1 мая 1764, Троппловиц, ныне в составе города Место-Альбрехтице — 13 октября 1855, Брно) — чешский композитор и музыкальный педагог.
Сын музыканта, дома выучился играть на различных духовых и ударных инструментах. С 13 лет играл в домашнем оркестре графа Йозефа Седльницкого (1751—1809). Затем по рекомендации Карла Диттерса фон Диттерсдорфа в 1782—1784 гг. изучал теорию музыки в пиаристском коллегиуме в Вайсвассере под руководством Антонина Бросмана. Ещё два года проработал у Седльницкого.
В 1787 г. перебрался в Брно, сперва вынужден был зарабатывать как цирюльник и банщик. Затем капельмейстер военного оркестра, с 1792 г. дирижёр городского театра. Значительно обновил его репертуар, в 1793 г. дирижировал городской премьерой «Волшебной флейты» Вольфганга Амадея Моцарта. Сочинил для своего театра ряд зингшпилей.
В 1804 г. был приглашён возглавить оркестр, основанный графом Генрихом Вильгельмом Хаугвицем в замке Намист. В соответствии со вкусом владельца дирижировал преимущественно операми Георга Фридриха Генделя, Кристофа Виллибальда Глюка и приятельствовавшего с графом Антонио Сальери.
В 1808 г. вернулся в Брно и провёл здесь всю оставшуюся жизнь. Дирижировал различными составами, продолжал сочинять, в 1814 г. стал одним из основателей городского Общества друзей музыки, при котором учредил школу-интернат для юных вокалистов. В 1828 г. основал собственную музыкальную школу. Среди учеников Ригера были Гынек Воячек, Антонин Эмиль Титль, Йозеф Хмеличек. Опубликовал учебник по гармонии и генерал-басу (нем. Theoretisch-praktische Einleitung die Generalbass-und Harmonielehre).